# Oscar Pablo Di Liscia
Oscar Pablo Di Liscia (* 1955 in Santa Rosa de Toay) ist ein argentinischer Komponist, Musikwissenschaftler und -pädagoge.
Di Liscia studierte bis 1980 Musik an der Universidad Nacional de Rosario. Seine Kompositionslehrer waren Dante Grela und Francisco Kröpfl. Er ist Professor für Computermusik und elektronische Komposition an der Universidad Nacional de Quilmes.
Er verfasste Schriften und Bücher zur elektroakustischen Musik und entwarf Software zur Musikanalyse und Komposition. Für seine Kompositionen wurde er u. a. vom National Endowment for the Arts, der Secretaría de Cultura de la Nación at Argentina und der Groupe de Musique Electroacoustique de Bourges ausgezeichnet.

## Schriften
- Generación y procesamiento de sonido y música a través del programa Csound, Universidad Nacional de Quilmes, 2004, ISBN 987-558-035-X

## Kompositionen
- Alma de las Orquestras, elektroakustische Komposition, 1993
- Tiempos Magneticos, für Flöte, Klavier und Elektronik, 1996